# فريدريك ماكنزي (سياسي)
فريدريك ماكنزي هو محامي وسياسي كندي، ولد في 10 أبريل 1841 في مونتريال في كندا، وتوفي في 2 يوليو 1889 في بوسطن في الولايات المتحدة. حزبياً، نشط في الحزب الليبرالي الكندي. وقد انتخب عضو مجلس العموم الكندي.